# Nicklas Bendtner
Nicklas „Lord“ Bendtner (* 16. Januar 1988 in Kopenhagen) ist ein ehemaliger dänischer Fußballspieler. Der Stürmer stand zuletzt beim norwegischen Erstligisten Rosenborg Trondheim unter Vertrag und war für die dänische Nationalmannschaft aktiv, bevor er im Mai 2021 seine aktive Karriere beendete.

## Vereinskarriere
Bendtner begann seine Karriere 1998 beim B.93 Kopenhagen und wechselte 2002 zum Kjøbenhavns Boldklub, für den er bis zum Ende der Saison 2002/03 spielte. Nach der Fusion des Kjøbenhavns Boldklub mit dem Boldklub 1903 zum FC Kopenhagen kam er dort in die zweite Mannschaft.
Von Kopenhagen aus wechselte er im Juni 2005 im Alter von 17 Jahren zum FC Arsenal, bei dem er anfangs noch in der Jugendmannschaft, später meist in der zweiten Mannschaft zum Einsatz kam.
Zu Beginn der Saison 2006/07 wurde er von Arsenal an den Zweitligisten Birmingham City ausgeliehen und erspielte sich dort einen Stammplatz. Er traf in der Saison in 42 Spielen elfmal für Birmingham City und verlängerte seine eigentlich im Winter 2006 endende Leihe bis Saisonende.
Bendtner gab sein Champions-League-Debüt für Arsenal am 23. Oktober 2007 im Spiel gegen Slavia Prag und erzielte hierbei den Treffer zum 7:0-Endstand. Am 9. März 2010 erzielte er beim 5:0 im Champions-League-Rückspiel gegen den FC Porto als erster Däne überhaupt in diesem Wettbewerb einen Hattrick. In den Jahren darauf pendelte Bendtner zwischen Stammplatz und Ersatzbank. Für die Saison 2011/12 wurde Bendtner an den AFC Sunderland ausgeliehen. Im August 2012 wurde er für ein Jahr in die Serie A zu Juventus Turin verliehen; Juventus besaß eine Kaufoption für Bendtner. Bei den Norditalienern konnte er sich nicht durchsetzen und kam zu lediglich neun Einsätzen. Zur Spielzeit 2013/14 kehrte er zu Arsenal zurück. Hier kam er nicht über die Reservistenrolle hinaus und kam in der Champions League zu zwei Einsätzen in der Gruppenphase. In der Premier League erzielte er gegen Hull City und gegen Cardiff City seine einzigen Treffer in dieser Spielzeit. Am 2. Februar 2014 absolvierte er sein letztes Spiel für Arsenal beim 2:0-Sieg gegen den Crystal Palace F.C., als er in der 84. Minute für Olivier Giroud eingewechselt wurde. Sein Vertrag lief bis Saisonende.
Am 15. August 2014 wurde Bendtner vom deutschen Bundesligisten VfL Wolfsburg verpflichtet. Er unterschrieb einen bis zum 30. Juni 2017 laufenden Vertrag.  Beim VfL konnte er nie richtig Fuß fassen, was er selbst unter anderem seinem schlechten Verhältnis mit Trainer Dieter Hecking zuschrieb. Am 25. April 2016 wurde der Vertrag zwischen Bendtner und dem VfL Wolfsburg mit sofortiger Wirkung aufgehoben.
Anfang September 2016 verpflichtete der englische Zweitligist Nottingham Forest Bendtner auf zweijähriger Vertragsbasis. Bereits sechs Monate später wechselte er erneut den Verein und schloss sich Rosenborg Trondheim aus der norwegischen ersten Liga an. Mit Rosenborg gewann Bendtner die norwegische Meisterschaft 2017. Zudem wurde er Torschützenkönig der Eliteserien mit 19 Toren in 29 Spielen. Im Sommer 2019 wechselte Bendtner auf Leihbasis zum FC Kopenhagen.

## Nationalmannschaft

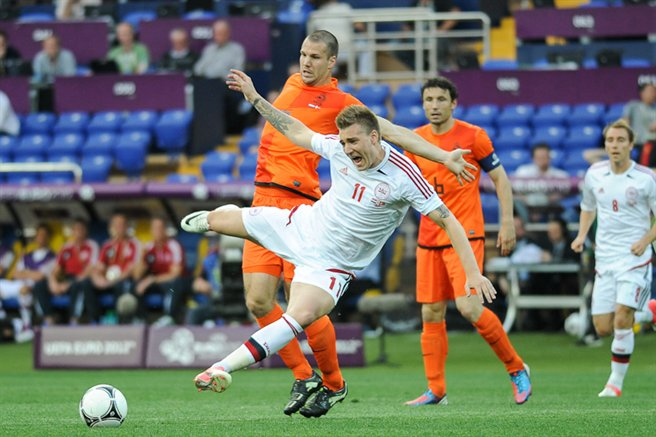
Bendtner im Zweikampf mit Ron Vlaar bei der EM 2012

Bendtner gab sein Debüt in der dänischen A-Nationalmannschaft am 16. August 2006 gegen Polen. Zuvor hatte er mit der dänischen U-21-Mannschaft an der Europameisterschaft 2006 in Portugal teilgenommen, bei der man bereits in der Gruppenrunde ausschied. In der Qualifikation zur Fußball-Weltmeisterschaft 2010 kam er in neun von zehn Spielen zum Einsatz und erzielte dabei drei Tore. Damit war er hinter Søren Larsen zweitbester Torschütze seines Teams. Sein Treffer zum 1:0 (Endstand 1:1) gegen Portugal im September 2009 im dänischen Nationalstadion wurde zu Dänemarks Tor des Jahres gewählt.
Bei der Weltmeisterschaftsendrunde in Südafrika schied er mit Dänemark in der Vorrunde aus. Hierbei bestritt er alle drei Spiele und erzielte ein Tor. Auch bei der Europameisterschaft 2012 schied Bendtner mit seiner Mannschaft in der Vorrunde aus, nachdem er in drei Spielen zwei Treffer erzielt hatte. Bei diesem Turnier sorgte er für Aufsehen, als er während des Jubels nach seinem Tor gegen Portugal sein Trikot hochzog und seine Unterwäsche entblößte, auf der der Schriftzug einer irischen Wettfirma zu lesen war. Da die UEFA Spielern bei der Europameisterschaft jede Art von Reklame verbietet, wurde der Stürmer für ein Spiel gesperrt und zu einer Strafe von 100.000 Euro verurteilt.
Am 14. Mai 2018 wurde Bendtner in den vorläufigen Kader für die Weltmeisterschaft 2018 in Russland berufen. Auf Grund einer Verletzung wurde er aber nicht für den endgültigen WM-Kader nominiert.

## Privates
Nicklas Bendtner trägt den Spitznamen Lord Bendtner. Dieser entstand während seiner von 2009 bis 2011 bestehenden Beziehung mit dem Model und ehemaligen Baronesse Caroline Fleming. Sie haben einen gemeinsamen Sohn, der am 16. Dezember 2010 geboren wurde.
In der Nacht vom 2. auf den 3. März 2013 wurde Bendtner von der Polizei in Kopenhagen nach einer Alkoholfahrt festgenommen. Er wurde zu einer Geldstrafe von umgerechnet 113.000 Euro und einem dreijährigen Fahrverbot verurteilt. Der dänische Fußballverband nominierte daraufhin Bendtner sechs Monate nicht für die Nationalmannschaft.
Im November 2018 wurde Bendtner zu einer Haftstrafe von 50 Tagen verurteilt, nachdem er im September einem Taxifahrer in Kopenhagen den Kiefer gebrochen hatte. Ab dem 3. Januar 2019 musste der Fußballer deswegen eine Fußfessel tragen, wie sein Anwalt im Dezember mitteilte.

## Erfolge
Juventus Turin
- Italienischer Meister: 2012/13

VfL Wolfsburg
- DFB-Pokalsieger: 2014/15
- DFL-Supercupsieger: 2015

Rosenborg Trondheim
- Norwegischer Meister: 2017
- Norwegischer Pokalsieger: 2018

### Ehrungen
- U-17-Spieler des Jahres des dänischen Fußballverbandes: 2004
- Dänemarks Fußballer des Jahres: 2009[19]
- Schütze des dänischen Tores des Jahres (Årets mål): 2009[10]
- Torschützenkönig der Eliteserien 2017